# Фріц Шлессманн
Георг Фрідріх «Фріц» Шлессманн (нім. Georg Friedrich "Fritz" Schleßmann; 11 березня 1899, Ессен — 31 березня 1964, Дормунд) — партійний діяч НСДАП, штандартенфюрер СА (1827), обергруппенфюрер СС (9 листопада 1944).

## Біографія
Учасник Першої світової війни. Один з перших членів НСДАП (квиток №25 248) і СС (посвідчення №2 480). Депутат рейхстагу. З листопада 1939 року — заступник гауляйтера Ессена Йозефа Тербофена. Після того, як Тербофен був призначений імперським комісаром Норвегії, Шлессманн став виконувати його обов'язки (з квітня 1940) по керівництву партійною організацією в Ессені. Завдяки тому, що Тербофен безвиїзно перебував у Норвегії, в руках Шлессманна зосередилося все керівництво повсякденним життям гау.

## Нагороди
- Нагрудний знак підводника (1918)
- Золотий партійний знак НСДАП
- Почесний хрест ветерана війни з мечами
- Почесна шпага рейхсфюрера СС
- Кільце «Мертва голова»
- Залізний хрест 2-го класу
- Хрест Воєнних заслуг 2-го і 1-го класу з мечами
- Медаль «За вислугу років у СС» 4-го, 3-го і 2-го ступеня (12 років)